# Completes de Cervera
Les Completes de Cervera és una cantata de caràcter religiós i popular amb un text litúrgic originari de l'edat mitjana i música de la segona meitat del segle xix, obra dels mestres de capella Joan Pont i Salvador Vidal. La tradició ha anat evolucionant des d'un acte de caràcter litúrgic cap a un concert religiós d'una obra simfònica i coral amb participació de solistes que correspon a unes antífones de l'exaltació de la creu, que es canta cada 5 de febrer, el dia abans de la festa del Santíssim Misteri de Cervera.

## Descripció
Les Completes es canten a la parròquia la vigília de la festa. El seu origen el trobem en els actes que ja molt abans de 1619, cada any, la vigília del Sant Misteri a la nit, cantaven els Moradors de la ciutat a la parròquia, i passant tota la nit fins a la matinada vetllant i fent diversos exercicis de pietat, lloant Déu, la Mare de Déu i els Sants, i tot en honra de la divina relíquia, tal com ens diu una crònica de l'any 1763. Des de la data esmentada, se celebren de manera continuada amb excepcions puntuals.
Malauradament, els despropòsits han estat acompanyant la història de la relíquia, ja que ha estat robada dues vegades. El primer robatori l'any 1619 i el segon la nit del 14 al 15 de gener de 1915. Ambdues vegades va ser recuperada. També durant la guerra civil es cremà l'arxiu i es destruïren totes les partitures i tots els documents, però gràcies a la tradició i a la gent que sabia les completes tant els cantaires com els instrumentistes, es recuperaren les completes.

## Història
L'any 1527 l'emperador d'Alemanya i Rei d'Espanya Carles V, com a aliat de la República de Venècia, tenia una guerra amb el Papa Climent VII. Un soldat d'El Tarròs que militava en aquell exèrcit de l'emperador en saquejar Roma prengué un Lignum Crucis (un tros de la Vera Creu), que guardà fins que, un cop llicenciat, tornà a Espanya. Quan es trobà a Catalunya, concretament a la vila de Martorell, morí. En aquella ciutat el soldat en qüestió fou assistit a l'hospital pel sacerdot de Cervera mossèn Jaume Albesa, que era vicari de la ciutat de Martorell. Consta que el mossèn Jaume Albesa, un cop a la ciutat de Cervera, custodià el Lignum Crucis en el seu poder, guardant-lo, en primer lloc, a l'ermita de Sant Armengol i més tard, a l'armari de la capella de Sant Nicolau de la parròquia, essent a l'altar d'aquesta capella on va passar després el fet prodigiós de la petició d'una partícula del Lignum Crucis per part del rector d'El Tarròs, mossèn Joan Mongay.
Efectivament, després de moltes i continuades súpliques, es va acordar accedir a la petició del rector. L'acte de partir el Lignum Crucis va tenir lloc el 6 de febrer de l'any 1540. Jaume Albesa va intentar partir el Lignum Crucis més d'un cop amb un ganivet i no se’n va sortir. Després ho va provar el doctor Bartomeu Amorós, que era més jove i tenia més força, però tampoc se’n va sortir. El mateix va passar amb la tercera i quarta persona que va intentar partir amb el ganivet, finalment ho va tornar a provar el doctor Amorós, amb els dits de forma delicada, i en aquell moment va ser quan es va produir el Misteri: la gota de Sang vessada i el tro que va seguir a aquell prodigi. Un dels trossos va quedar molt malmès, de tal manera que en van resultar tres partícules, totes elles, sempre segons la tradició, venerades a l'església de Cervera.
Els rumors del “misteri” es van escampar tot seguit per la ciutat i el fervor popular era veritablement entusiasta. Es va ordenar tot seguit als campaners que toquessin a festa. L'endemà mateix es va recollir la informació judicial oportuna mitjançant els corresponents testimonis, no solament de les persones que estaven dins de l'església, sinó també d'altres cerverins, per tal d'acreditar altres fets, com el tro que s'havia sentit.
Van continuar després actes de reconeixement popular, com una processó solemne que es va fer el dia 8 de febrer, portant el Sant Misteri per tot Cervera i a la que hi van assistir no solament els cerverins sinó també molta gent dels pobles veïns. Seguidament, per tal de convenir el reconeixement del misteri i que quedés sòlidament establerta la pública veneració a la relíquia, va ser necessària l'aprovació de l'Ordinari, al mateix temps que es va determinar, amb la corresponent autorització del Papa, que fos festa a Cervera el dia 6 de febrer de cada any.
Instaurada la festa, va ser necessari organitzar la situació que es va crear a causa del gran nombre de devots i visitants a la relíquia del Santíssim Misteri. El primer que es va fer, va ser prendre l'acord en un Capítol de la Comunitat celebrat el dia 29 de setembre de 1547, mitjançant el que, després de la preceptiva autorització del senyor bisbe, es va quedar un bocí de la Vera Creu a la parròquia i, els altres bocins, es van portar a altres esglésies per poder ser igualment adorades. D'aquesta manera es va descongestionar la parròquia de tants devots i visitants.
Igualment, ja que eren moltes les donacions i caritats que es feien al Santíssim Misteri, va ser necessari organitzar la seva administració, posant responsables per tenir cura tant de la decoració de la capella de Sant Nicolau com d'administrar les captes. Així es va nomenar oficialment l'any 1541 el primer administrador de les captes donades al Santíssim Misteri. Aquests càrrecs i altres acords per tal d'administrar les captes del Santíssim Misteri es van anar consolidant, de tal manera que l'any 1558, concretament en un Capítol de la Comunitat del 28 de desembre, es procedí a l'elecció d'Administradors del Santíssim Misteri. Aquesta Junta d'Administradors és l'antecedent immediat de la Junta del Santíssim Misteri, que ha arribat fins als nostres dies.

## Festes del Santíssim Misteri de Cervera
L'estructura festiva de la festa major de Cervera embolcalla les Completes que n'és l'element clau. Podríem concloure que els actes més importants són el dia 5 de febrer a l'església de Santa Maria de Cervera, amb el toc de vigília de festa major, el toc de festa d'entrada a Completes, les mateixes Completes i el toc de festa de sortida. I el dia 6 de febrer amb el toc de festa d'entrada a ofici, la solemne eucaristia concelebrada presidida per autoritats eclesiàstiques i representants del consistori. I el dia 7 missa en recordança als difunts.
Elements complementaris importants són les trampes, la senyera del Santíssim Misteri, els macers i campaners. Les trampes són un joc de dues timbales que posades damunt un moble de fusta són traslladades a peu i són utilitzades per a recorreguts curts. Un músic les fa sonar i dos portadors traslladen el conjunt. Quan aquestes van carregades damunt de cavall s'anomenen timbales. Aquests elements obren pas a les autoritats cap a l'església.
L'Associació “Les Completes de Cervera” és l'encarregada de l'organització musical de Les Completes, i ajuda a agilitzar i facilitar els aspectes tècnics. Però a més de la interpretació anual, han dut a terme projectes paral·lels, com l'enregistrament en cd de l'obra, la culminació de l'edició de les parts orquestrals, l'elaboració de material pedagògic, i una recopilació fotogràfica de la tradició.
Abans del Cant de les Completes, el seguici festiu de la ciutat ha acompanyat les autoritats des de la Paeria fins a la parròquia de Santa Maria. Els elements de cultura popular presents han estat: Les Trampes, timbaler i dos ajudants a càrrec dels Geganters de Cervera. La Senyera del Santíssim Misteri, portada per membres de la Comissió del Santíssim Misteri de la Parròquia de Cervera. L'Àliga de Cervera. Els Macers, a càrrec dels Bombollers de Cervera. La Senyera de la Ciutat, portada per una representació de la Coral Ginesta de Cervera.